# Landkreis Marburg

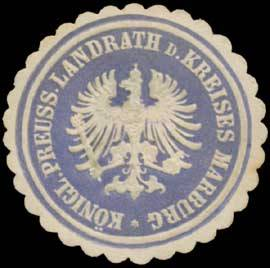
Siegelmarke Königlich Preußischer Landrat des Kreises Marburg

Der Kreis Marburg (1926–1974 Landkreis Marburg a. d. Lahn, heute auch Altkreis Marburg) war ein von 1821 bis 1866 kurhessischer, von 1867 bis 1945 preußischer und von 1945 bis 1974 hessischer Landkreis. Sitz der Verwaltung war die Stadt Marburg. 1929 wurde die Stadt Marburg aus dem Kreis ausgegliedert und 1932 wurde der Kreis Kirchhain in den Landkreis eingegliedert. Im Zuge der hessischen Gebietsreform wurde 1974 aus den Landkreisen Marburg, Biedenkopf und der damals kreisfreien Stadt Marburg der Landkreis Marburg-Biedenkopf gebildet.

## Geographie

### Nachbarkreise
Der Landkreis grenzte Anfang 1974, im Norden beginnend im Uhrzeigersinn, an den Landkreis Waldeck-Frankenberg, den Schwalm-Eder-Kreis, den Vogelsbergkreis sowie die Landkreise Gießen, Wetzlar und Biedenkopf.

## Geschichte

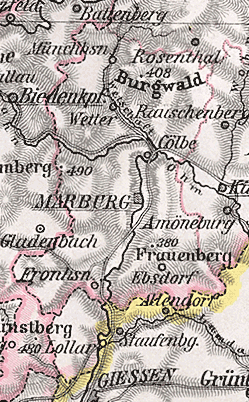
Der Kreis Marburg 1905

Am 21. August 1821 wurde Kurhessen zum Zwecke der Verwaltung in vier Provinzen und 22 Kreise eingeteilt. Davon abgetrennt wurde nun die Gerichtsbarkeit, die über die Einteilung in Landgerichte ausgeübt wurde. Der Kreis Marburg wurde aus den Ortschaften des Landgerichtes Marburg, dem Amt Fronhausen mit Treis an der Lumda sowie dem Amt Wetter gebildet. Landrat des Kreises wurde Karl-Wilhelm Hille, der dieses Amt bis 1834 innehatte.
Der Kreis Marburg wurde der Provinz Oberhessen zugeordnet, zu der daneben noch die Kreise Frankenberg, Kirchhain und Ziegenhain gehörten.
Eine Reformierung der Verwaltungsstrukturen vom Landkreis ist 1834 zu verzeichnen. Mit der Gemeindeordnung vom 23. Oktober 1834 für die Städte und Landgemeinden Kurhessens erhielten die Dörfer im Landkreis Marburg ein Organ der Selbstverwaltung, das von nun an aus Bürgermeister, Gemeinderat und Gemeindeausschuss bestand. Durch das Gemeindefinanzrecht wurden eine gesicherte Verwaltung des Gemeindevermögens und ein geregeltes Gemeindesteuerwesen geschaffen. Nachdem sich der kurhessische Staat im Deutschen Krieg auf die österreichische Seite geschlagen hatte und damit zu den Verlierern gehört hatte, wurde er von Preußen 1866 annektiert.
Der Kreis Marburg wurde am 1. Juli 1867 durch preußische Gesetze neu etabliert. Der Sitz der Verwaltung wurde die Stadt Marburg. Durch den Friedensvertrag vom 3. September 1866 zwischen Preußen und dem Großherzogtum Hessen wechselte außerdem die Gemeinde Treis an der Lumda aus dem Kreis Marburg in den Kreis Gießen. Im Jahre 1886 wechselte die Gemeinde Schröck aus dem Kreis Kirchhain in den Kreis Marburg.
1898 wurde das Gemeindefinanzrecht durch die Gemeinde- und Städteordnung für die Provinz Hessen-Nassau abgelöst. Am 4. Dezember 1926 wurde der Kreis in Kreis Marburg a. d. Lahn umbenannt und am 1. April 1929 wurde die Stadt Marburg aus dem Kreis ausgegliedert. Am 1. Januar 1931 schied die Gemeinde Ockershausen aus dem Landkreis aus und wurde nach Marburg eingemeindet. Am 1. Oktober 1932 wurde der Kreis Kirchhain dem Kreis Marburg a. d. Lahn zugeschlagen. Nach dem Zweiten Weltkrieg blieb die Stadt Marburg kreisfrei.
Zwischen 1932 und 1970 umfasste der Landkreis Marburg 127 Gemeinden, von denen seit 1960 sieben das Stadtrecht besaßen. Die hessische Gebietsreform begann im Landkreis Marburg am 1. Juli 1970, als aus dem Zusammenschluss von Halsdorf und Wohra die neue Gemeinde Wohratal gebildet wurde. Durch eine Vielzahl von weiteren Gemeindefusionen verringerte sich die Zahl der Gemeinden des Landkreises bis Juni 1974 auf 63.
Am 1. Januar 1974 änderte sich außerdem die Abgrenzung des Landkreises:
- Die Gemeinde Mengsberg aus dem aufgelösten Landkreis Ziegenhain wurde in die Stadt Neustadt (Hessen) eingegliedert.
- Die Gemeinde Schiffelbach schied aus dem Landkreis Marburg aus und wurde in die Gemeinde Gemünden (Wohra) im Landkreis Waldeck-Frankenberg eingegliedert.

Durch die hessische Kreisreform entstand am 1. Juli 1974 aus der Stadt Marburg und den Landkreisen Marburg und Biedenkopf der Landkreis Marburg-Biedenkopf. Die Gemeinde Braunstein des Landkreises Marburg kam zum Landkreis Gießen. Gleichzeitig fanden zum 1. Juli 1974 noch weitere Eingemeindungen statt. Aus dem Landkreis Marburg traten damit letztendlich 14 Gemeinden in den neuen Landkreis Marburg-Biedenkopf ein.

## Einwohnerentwicklung
| Jahr | Einwohner | Quelle |
| ---- | --------- | ------ |
| 1871 | 038.278   | [ 7 ]  |
| 1890 | 046.633   | [ 3 ]  |
| 1900 | 049.918   | [ 3 ]  |
| 1910 | 056.934   | [ 3 ]  |
| 1925 | 061.248   | [ 3 ]  |
| 1933 | 064.563   | [ 3 ]  |
| 1939 | 065.435   | [ 3 ]  |
| 1950 | 096.127   | [ 3 ]  |
| 1960 | 096.900   | [ 3 ]  |
| 1970 | 115.600   | [ 8 ]  |
| 1973 | 122.100   | [ 9 ]  |

## Politik

### Landräte
- 1821 – Karl-Wilhelm Hille
- 1835 – ?
- 1836 – Gottlieb Friedrich Rohde
- 1847 – ?
- 1848 – von Gehren
- 1850 – Carl Wilhelm Rohde
- 1852 – ?
- 1853 – Friedrich Cornelius
- 1854 – Ludwig Sunckel
- 1864 – Karl-Friedrich Leopold Cöster
- 1868 – Wilhelm Mayer
- 1877 – Carl Schreiber
- 1886 – Richard von Wentzel (kommissarisch)
- 1887 – Richard von Wentzel (endgültig)
- 1889 – Carl Hermann Lodemann (kommissarisch)
- 1890 – Carl Hermann Lodemann (endgültig)
- 1892 – August von Trott zu Solz
- 1894 – Maximilian von Negelein
- 1911 – Max von Loewenstein zu Loewenstein
- 1924 – Ernst August Schwebel
- 1. Juli 1932 – Ernst August Schwebel
- Juli 1934 – Hans Krawielitzki (vertretungsweise)
- Mai 1936 – Hans Krawielitzki (endgültig)
- 1945 – August Eckel
- 1966 – Burghard Vilmar

### Wappen
Das Wappen des Kreises zeigt im blauen Schild den neunmal von silber (weiß) und rot geteilten golden (gelb) bewehrten und gekrönten hessischen Löwen, der vor sich den Schild des Deutschen Ritterordens (silber mit durchgehendem schwarzen Kreuz) hält.
Das Territorium des Landkreises umfasst zu einem großen Teil althessisches Gebiet. Daneben war der Deutsche Ritterorden ein bedeutender Territorialherr. Das Erzbistum Mainz, dessen Gebiet einen Gutteil des ehemaligen Kreises Kirchhain ausmachte, fand hingegen im Wappen keine Berücksichtigung.
Das Motiv des Wappens wird vom Landkreis Marburg-Biedenkopf in einer durch den Heraldiker Heinz Ritt überarbeiteten Fassung weiter verwendet. Dies war problemlos möglich, da das Wappen den von silber (weiß) und rot geteilte golden (gelb) bewehrten und gekrönten Kopf des hessischen Löwen im blauen Schild zeigt.

### Flagge
Die Flagge wurde am 8. September 1969 durch das Hessische Innenministerium genehmigt.
„Auf zwei rot-weiß gedrittelten Feldern in verwechselten Farben das Wappen des Landkreises Marburg.“

## Gemeinden
Die folgende Tabelle enthält alle Gemeinden, die dem Landkreis Marburg angehörten, ihren Altkreis (MR: Kreis Marburg, KIR: Kreis Kirchhain) sowie die Daten aller Eingemeindungen.
| Gemeinde                 | Kreis 1821 | eingemeindet nach                                | Datum der Eingemeindung             |
| ------------------------ | ---------- | ------------------------------------------------ | ----------------------------------- |
| Albshausen               | KIR        | Rauschenberg                                     | 31. Dezember 1971                   |
| Allendorf                | KIR        | Umbenennung in Stadtallendorf                    | 1. Januar 1977                      |
| Allna                    | MR         | Weimar                                           | 1. Februar 1971                     |
| Altenvers                | MR         | Lohra                                            | 1. Juli 1974                        |
| Amönau                   | MR         | Wetter (Hessen)                                  | 31. Dezember 1971                   |
| Amöneburg, Stadt         | KIR        |                                                  |                                     |
| Anzefahr                 | KIR        | Kirchhain                                        | 1. Februar 1971                     |
| Argenstein               | MR         | Weimar                                           | 1. Juli 1972                        |
| Bauerbach                | MR         | Marburg                                          | 1. Juli 1974                        |
| Bellnhausen              | MR         | Fronhausen                                       | 1. Juli 1974                        |
| Beltershausen            | MR         | Ebsdorfergrund                                   | 1. Juli 1974                        |
| Bernsdorf                | MR         | Cölbe                                            | 31. Dezember 1970                   |
| Betziesdorf              | MR         | Kirchhain                                        | 1. Februar 1971                     |
| Bortshausen              | MR         | Cappel Marburg                                   | 31. Dezember 1971 1. Juli 1974      |
| Bracht                   | MR         | Rauschenberg                                     | 31. Dezember 1971                   |
| Braunstein 1             |            | zum Landkreis Gießen                             | 1. Juli 1974                        |
| Brungershausen           | MR         | Lahntal                                          | 1. Juli 1974                        |
| Bürgeln                  | MR         | Cölbe                                            | 1. Juli 1974                        |
| Burgholz                 | KIR        | Kirchhain                                        | 1. Februar 1971                     |
| Caldern                  | MR         | Lahntal                                          | 31. Dezember 1971                   |
| Cappel                   | MR         | Marburg                                          | 1. Juli 1974                        |
| Cölbe                    | MR         |                                                  |                                     |
| Cyriaxweimar             | MR         | Marburg                                          | 1. Juli 1974                        |
| Dagobertshausen          | MR         | Marbach Marburg                                  | 31. Dezember 1971 1. Juli 1974      |
| Damm                     | MR         | Lohra                                            | 31. Dezember 1971                   |
| Dilschhausen             | MR         | Marburg                                          | 1. Juli 1974                        |
| Dreihausen               | MR         | Ebsdorfergrund                                   | 31. Dezember 1971                   |
| Ebsdorf                  | MR         | Ebsdorfergrund                                   | 1. Juli 1974                        |
| Ebsdorfergrund 2         |            |                                                  |                                     |
| Elnhausen                | MR         | Marburg                                          | 1. Juli 1974                        |
| Emsdorf                  | KIR        | Kirchhain                                        | 1. Juli 1974                        |
| Erbenhausen              | MR         | Fronhausen                                       | 1. Juli 1974                        |
| Erfurtshausen            | KIR        | Amöneburg                                        | 31. Dezember 1971                   |
| Erksdorf                 | KIR        | Stadt Allendorf                                  | 31. Dezember 1971                   |
| Ernsthausen              | KIR        | Rauschenberg                                     | 31. Dezember 1971                   |
| Fronhausen               | MR         |                                                  |                                     |
| Ginseldorf               | MR         | Marburg                                          | 1. Juli 1974                        |
| Gisselberg               | MR         | Marburg                                          | 1. Juli 1974                        |
| Goßfelden                | MR         | Lahnfels Lahntal                                 | 31. Dezember 1970 1. Juli 1974      |
| Göttingen                | MR         | Lahntal                                          | 1. Juli 1974                        |
| Großseelheim             | KIR        | Kirchhain                                        | 1. Juli 1974                        |
| Hachborn                 | MR         | Ebsdorfergrund                                   | 1. Juli 1974                        |
| Haddamshausen            | MR         | Marburg                                          | 1. Juli 1974                        |
| Halsdorf                 | KIR        | Wohratal                                         | 1. Juli 1970                        |
| Hassenhausen             | MR         | Fronhausen                                       | 1. Juli 1974                        |
| Hatzbach                 | KIR        | Stadt Allendorf                                  | 31. Dezember 1971                   |
| Hermershausen            | MR         | Marburg                                          | 1. Juli 1974                        |
| Hertingshausen           | KIR        | Wohratal                                         | 1. Februar 1971                     |
| Heskem                   | MR         | Ebsdorfergrund                                   | 31. Dezember 1971                   |
| Himmelsberg              | KIR        | Kirchhain                                        | 1. Februar 1971                     |
| Holzhausen               | MR         | Fronhausen                                       | 1. Juli 1974                        |
| Ilschhausen              | MR         | Ebsdorfergrund                                   | 1. Juli 1974                        |
| Josbach                  | KIR        | Rauschenberg                                     | 31. Dezember 1971                   |
| Kehna                    | MR         | Weimar                                           | 1. Juli 1974                        |
| Kernbach                 | MR         | Caldern Lahntal                                  | 31. Dezember 1970 31. Dezember 1971 |
| Kirchhain, Stadt         | KIR        |                                                  |                                     |
| Kirchvers                | MR         | Lohra                                            | 1. Juli 1974                        |
| Kleinseelheim            | KIR        | Kirchhain                                        | 1. Februar 1971                     |
| Lahnfels 1               |            | Lahntal                                          | 1. Juli 1974                        |
| Lahntal 2                |            |                                                  |                                     |
| Langendorf               | KIR        | Wohratal                                         | 1. Februar 1971                     |
| Langenstein              | KIR        | Kirchhain                                        | 31. Dezember 1971                   |
| Leidenhofen              | MR         | Ebsdorfergrund                                   | 1. Juli 1974                        |
| Lohra                    | MR         |                                                  |                                     |
| Marbach                  | MR         | Marburg                                          | 1. Juli 1974                        |
| Marburg, Stadt           | MR         | kreisfrei                                        | 1. April 1929                       |
| Mardorf                  | KIR        | Amöneburg                                        | 31. Dezember 1971                   |
| Mellnau                  | MR         | Wetter (Hessen)                                  | 31. Dezember 1971                   |
| Michelbach               | MR         | Marbach Marburg                                  | 31. Dezember 1971 1. Juli 1974      |
| Moischt                  | MR         | Cappel Marburg                                   | 31. Dezember 1971 1. Juli 1974      |
| Momberg                  | KIR        | Neustadt (Hessen)                                | 1. Januar 1974                      |
| Münchhausen              | MR         |                                                  |                                     |
| Nanz-Willershausen       | MR         | Lohra                                            | 31. Dezember 1971                   |
| Nesselbrunn              | MR         | Weimar                                           | 1. Juli 1974                        |
| Neustadt (Hessen), Stadt | KIR        |                                                  |                                     |
| Niederasphe              | MR         | Münchhausen                                      | 1. Juli 1974                        |
| Niederklein              | KIR        | Stadt Allendorf                                  | 1. Juli 1974                        |
| Niederwald               | KIR        | Kirchhain                                        | 1. Februar 1971                     |
| Niederwalgern            | MR         | Weimar                                           | 1. Juli 1974                        |
| Niederweimar             | MR         | Weimar                                           | 1. Februar 1971                     |
| Niederwetter             | MR         | Wetter (Hessen)                                  | 31. Dezember 1971                   |
| Nordeck                  | MR         | Braunstein                                       | 31. Dezember 1970                   |
| Oberndorf                | MR         | Wetter (Hessen)                                  | 31. Dezember 1971                   |
| Oberrosphe               | MR         | Wetter (Hessen)                                  | 31. Dezember 1971                   |
| Oberwalgern              | MR         | Fronhausen                                       | 1. Juli 1974                        |
| Oberweimar               | MR         | Weimar                                           | 1. Februar 1971                     |
| Ockershausen             | MR         | Marburg                                          | 1. Januar 1931                      |
| Rauischholzhausen        | KIR        | Ebsdorfergrund                                   | 1. Juli 1974                        |
| Rauschenberg, Stadt      | KIR        |                                                  |                                     |
| Reddehausen              | MR         | Cölbe                                            | 31. Dezember 1971                   |
| Reimershausen            | MR         | Lohra                                            | 1. Juli 1972                        |
| Rodenhausen              | MR         | Lohra                                            | 31. Dezember 1971                   |
| Rollshausen              | MR         | Lohra                                            | 1. Juli 1974                        |
| Ronhausen                | MR         | Cappel Marburg                                   | 31. Dezember 1971 1. Juli 1974      |
| Roßberg                  | MR         | Ebsdorfergrund                                   | 1. April 1972                       |
| Roßdorf                  | KIR        | Amöneburg                                        | 31. Dezember 1971                   |
| Roth                     | MR         | Weimar                                           | 1. Juli 1972                        |
| Rüdigheim                | KIR        | Amöneburg                                        | 31. Dezember 1971                   |
| Sarnau                   | MR         | Lahnfels Lahntal                                 | 31. Dezember 1970 1. Juli 1974      |
| Schiffelbach             | KIR        | Gemünden (Wohra) (Landkreis Waldeck-Frankenberg) | 1. Januar 1974                      |
| Schönbach                | KIR        | Kirchhain                                        | 1. Februar 1971                     |
| Schönstadt               | MR         | Cölbe                                            | 31. Dezember 1971                   |
| Schröck                  | MR         | Marburg                                          | 1. Juli 1974                        |
| Schwabendorf             | KIR        | Rauschenberg                                     | 31. Dezember 1971                   |
| Schwarzenborn            | MR         | Schönstadt Cölbe                                 | 31. Dezember 1970 31. Dezember 1971 |
| Schweinsberg, Stadt      | KIR        | Stadt Allendorf                                  | 31. Dezember 1971                   |
| Seelbach                 | MR         | Lohra                                            | 1. Juli 1974                        |
| Sichertshausen           | MR         | Fronhausen                                       | 31. Dezember 1971                   |
| Simtshausen              | MR         | Münchhausen                                      | 1. Juli 1974                        |
| Sindersfeld              | KIR        | Kirchhain                                        | 31. Dezember 1971                   |
| Speckswinkel             | KIR        | Neustadt (Hessen)                                | 1. Januar 1974                      |
| Stadt Allendorf 5, Stadt | KIR        |                                                  |                                     |
| Stausebach               | KIR        | Kirchhain                                        | 31. Dezember 1971                   |
| Stedebach                | MR         | Weimar                                           | 1. Juli 1974                        |
| Sterzhausen              | MR         | Lahntal                                          | 31. Dezember 1971                   |
| Todenhausen              | MR         | Wetter (Hessen)                                  | 31. Dezember 1971                   |
| Treis an der Lumda       | MR         | zum Landkreis Gießen                             | 1867                                |
| Treisbach                | MR         | Wetter (Hessen)                                  | 1. Juli 1974                        |
| Unterrosphe              | MR         | Wetter (Hessen)                                  | 31. Dezember 1971                   |
| Warzenbach               | MR         | Wetter (Hessen)                                  | 1. Juli 1974                        |
| Wehrda                   | MR         | Marburg                                          | 1. Juli 1974                        |
| Wehrshausen              | MR         | Marburg                                          | 1. Juli 1974                        |
| Weiershausen             | MR         | Weimar                                           | 1. Juli 1972                        |
| Weimar 3                 |            |                                                  |                                     |
| Weipoltshausen           | MR         | Lohra                                            | 1. Juli 1974                        |
| Weitershausen            | MR         | Gladenbach                                       | 1. Juli 1974                        |
| Wenkbach                 | MR         | Weimar                                           | 1. Juli 1972                        |
| Wermertshausen           | MR         | Ebsdorfergrund                                   | 1. April 1972                       |
| Wetter (Hessen), Stadt   | MR         |                                                  |                                     |
| Winnen                   | MR         | Braunstein                                       | 31. Dezember 1970                   |
| Wittelsberg              | MR         | Ebsdorfergrund                                   | 1. April 1972                       |
| Wohra                    | KIR        | Wohratal                                         | 1. Juli 1970                        |
| Wohratal 4               |            |                                                  |                                     |
| Wolferode                | KIR        | Stadt Allendorf                                  | 1. Juli 1974                        |
| Wolfshausen              | MR         | Weimar                                           | 1. Juli 1974                        |
| Wolfskaute               | KIR        | Rauschenberg                                     | 31. Dezember 1971                   |
| Wollmar                  | MR         | Münchhausen                                      | 1. Juli 1974                        |

## Kfz-Kennzeichen
Am 1. Juli 1956 wurde dem Landkreis bei der Einführung der bis heute gültigen Kfz-Kennzeichen das Unterscheidungszeichen MR zugewiesen. Es wird im Landkreis Marburg-Biedenkopf durchgängig bis heute ausgegeben.